# Jović
Pour les articles homonymes, voir Jović (homonymie).
Joviq en albanais, ou Jović en serbe latin (en serbe cyrillique : Јовић), est une localité du Kosovo située dans la commune/municipalité de Rahovec/Orahovac et dans le district de Prizren/Prizren. Selon le recensement kosovar de 2011, elle compte 617 habitants, tous albanais.
Selon le découpage administratif du Kosovo, la localité fait partie de la commune/municipalité de Malishevë/Mališevo.

## Démographie

### Évolution historique de la population dans la localité
| 1948 | 1953 | 1961 | 1971 | 1981 | 1991 | 2011 |
| ---- | ---- | ---- | ---- | ---- | ---- | ---- |
| 152  | 167  | 228  | 284  | 345  | 481  | 617  |

|  |